# Who's Your Daddy?
"Who's Your Daddy?" és una cançó de Lordi del 2006.

## Llista de cançons
1. Who's Your Daddy? (Decapitated Radio Edit)
2. Who's Your Daddy? (Neutered Version)
3. Devil Is A Loser (Live Version)